# Alveocystis intestinalis
Alveocystis intestinalis is een soort in de taxonomische indeling van de Myzozoa, een stam van microscopische parasitaire dieren. Het organisme komt uit het geslacht Alveocystis en behoort tot de familie Eimeriidae. Alveocystis intestinalis werd in 1985 ontdekt door Levine.